# Petra Felke
Petra Felke-Meier (geboortenaam: Petra Felke) (Saalfeld/Saale, 30 juli 1959) is een voormalige Duitse atlete, die gespecialiseerd was in het speerwerpen. In de jaren tachtig behoorde ze tot de wereldtop. Op internationale wedstrijden kwam ze uit voor Oost-Duitsland. Ze werd olympisch kampioene, zesmaal Oost-Duits kampioene en verbeterde viermaal het wereldrecord speerwerpen met het oude model.

## Biografie
Haar eerste podiumplek bij een Oost-Duits kampioenschap behaalde Felke in 1978. Toen won ze een bronzen medaille, evenals in 1981. In 1982 en 1983 werd ze tweede en van 1984 tot en met 1989 werd ze Oost-Duits kampioene.
Op 9 september 1988 wierp Petra Felke in Potsdam als eerste vrouw haar speer verder dan 80 m. Dit wereldrecord werd volgens de regels die toentertijd golden afgerond op de dichtstbijzijnde 2 cm. Het is dus vrijwel zeker dat haar worp verder dan 80 m was. Op de Olympische Spelen van 1988 in Seoel won ze een gouden medaille door de Britse Fatima Whitbread (zilver) en haar landgenote Beate Koch (brons) te verslaan. Vier jaar later kwam ze op de Olympische Spelen van 1992 in Barcelona niet verder dan een zevende plaats met 59,02.
Petra Felke trainde samen met de tweevoudig olympisch kampioene Ruth Fuchs bij SC Motor Jena. Hierover zei ze ooit: "Ruth was mijn grote voorbeeld, het was voor mij een groot geluk dat ik drie jaar met haar kon trainen."
Na Duitse hereniging bleek dat ook Petra Felke had deelgenomen aan het grootschalige dopingprogramma van de DDR, het Staatsplanthema 14.25.

## Titels
- Olympisch kampioene speerwerpen - 1988
- Oost-Duits kampioene speerwerpen - 1984, 1985, 1986, 1987, 1988, 1989[3]

## Persoonlijk record
| Onderdeel               | Prestatie       | Datum            | Plaats  |
| ----------------------- | --------------- | ---------------- | ------- |
| speerwerpen (oud model) | 80,00 m (ex-WR) | 9 september 1988 | Potsdam |

## Wereldrecords
| Afstand (meter) | Naam             | Plaats   |
| --------------- | ---------------- | -------- |
| 75,26           | 4 juni 1985      | Schwerin |
| 75,40           | 4 juni 1985      | Schwerin |
| 78,90           | 29 juli 1987     | Leipzig  |
| 80,00           | 9 september 1988 | Potsdam  |

## Palmares

### speerwerpen
- 1977:  EJK - 57,68 m
- 1981:  Universiade - 62,20 m
- 1981:  Wereldbeker - 66,60 m
- 1984:  Olympische Boycot Spelen (Praag) - 73,30 m
- 1985:  Europacup - 73,20 m
- 1985:  Wereldbeker - 66,22 m
- 1986:  EK - 72,52 m
- 1986:  Grand Prix Finale - 70,64 m
- 1986:  Goodwill Games - 70,78 m
- 1987:  Europacup - 71,26 m
- 1987:  WK - 71,76 m
- 1988:  OS - 74,68 m
- 1989:  Europacup - 66,92 m
- 1989:  Wereldbeker - 70,32 m
- 1990:  Grand Prix Finale - 66,44 m
- 1990:  EK - 66,56 m
- 1992: 7e OS - 59,02 m